# Axel Ebbe

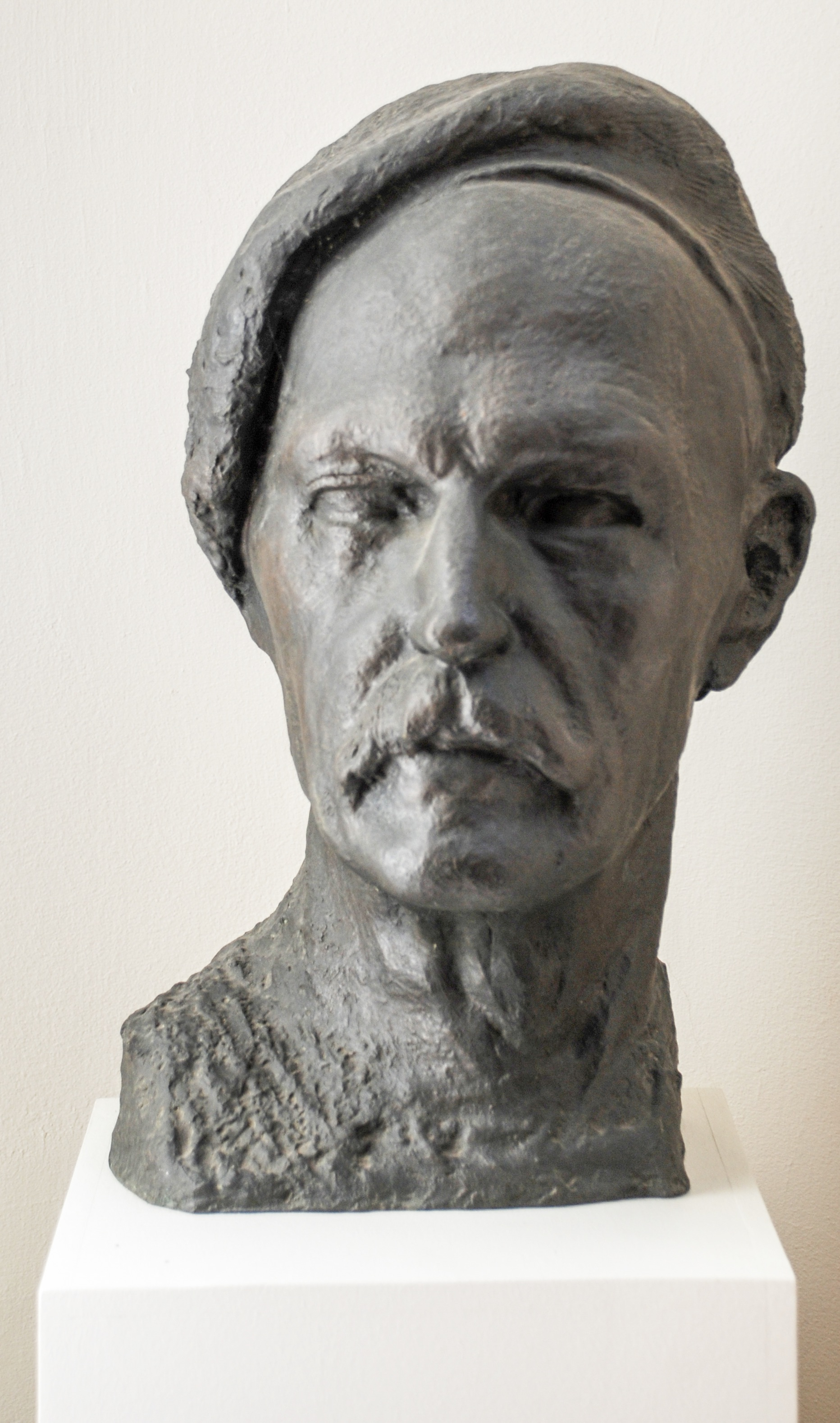
Selbstporträt 1938.

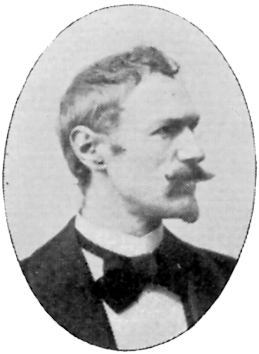
Axel Ebbe 1900.

Axel Emil Ebbe (* 27. März 1868 in Hököpinge, Gemeinde Vellinge; † 28. September 1941 ebenda) war ein schwedischer Bildhauer und Maler.

## Leben und Werk
Ebbes Eltern waren Großbauern auf dem eigenen Gut Gränja, das schon mehrere Generationen zur Familie gehörte. Ebbe studierte Malerei bei Fredrik Krebs und Bildhauerkunst beim norwegisch-dänischen Künstler Stephan Sinding. Für Studien reiste er nach Berlin, Wien, Paris und London.
Axel Ebbes Werke finden sich in zahlreichen Städten der schwedischen Region in Schonen, wie beispielsweise in Malmö und Lund. Neben seinem bildhauerischen Schaffen beschäftigte er sich mit Illustrationen und Poesie im einheimischen Dialekt.
Im Jahr 1933, schenkte Axel Ebbe seine Kunstwerke der Stadt Trelleborg. Für die Sammlung, die aus Skulpturen, Zeichnungen, Skizzen, Grafiken und Gemälde bestand errichtete die Stadt ein eigenes Museum, die „Axel Ebbe Konsthall“.

## Privates
Mit seiner ersten Frau, der Bildhauerin Menga Schjelderup (1871–1945), hatte Axel Ebbe den Sohn Thorleif Schjelderup-Ebbe (1894–1976), der später in Norwegen als Zoologe tätig war.
Nach der Trennung von seiner ersten Frau heiratete Ebbe zwei weitere Male. Seine letzte Frau war die 1894 geborene Elna Anderson, die Ebbe 1917 heiratete. Der Bildhauer nannte sie liebevoll „Lillemor“ (Mütterchen). Das Paar hatte zwei gemeinsame Töchter.
Ebbes Grabstätte befindet sich auf dem Friedhof von Hököpinge südlich von Malmö.

## Skulpturen (Auswahl)
- Mannen som bryter sig ur klippan (Mann der sich durch den Fels bricht), Universitätsplatz, Lund
- Solrosen (Sonnenblume), Königspark (Kungsparken), Malmö, 1912[2]
- Famntaget (Umarmung), Smygehuk, Model stand Birgit Holmquist, die Großmutter der Schauspielerin Uma Thurman[4]
- Sjöormen (Seeschlange), Marktplatz, Trelleborg
- Arbetets ära (Ehre der Arbeit), Möllevångstorget, Malmö
- Den heliga lågan (Die heilige Flamme), Karl-Johan-Platz, Trollhättan
- Snapphanen (Schnapphahn), Heimatpark, Hässleholm

## Galerie

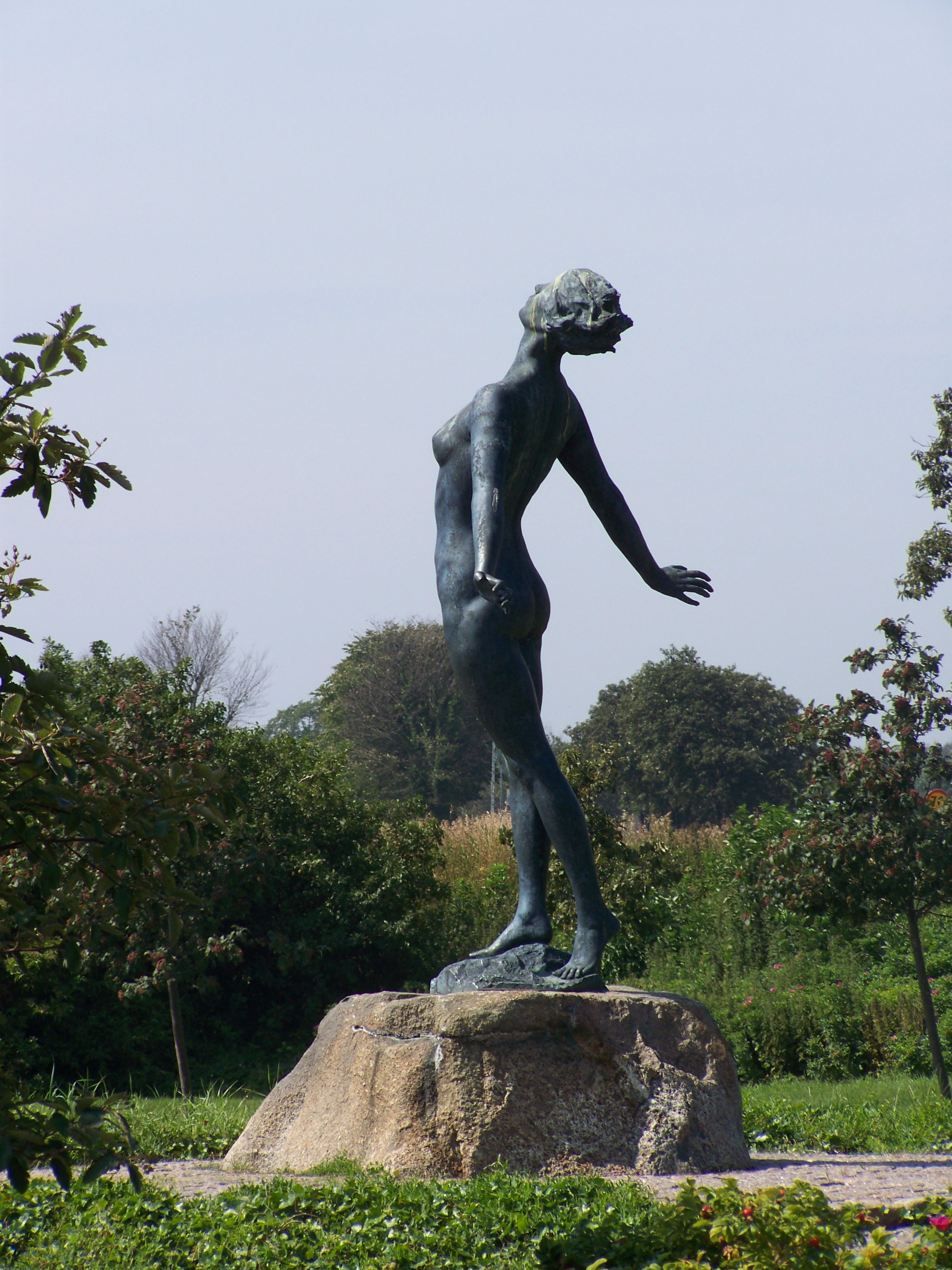
Statue am Hafen von Smygehuk, dem südlichsten Punkt Schwedens
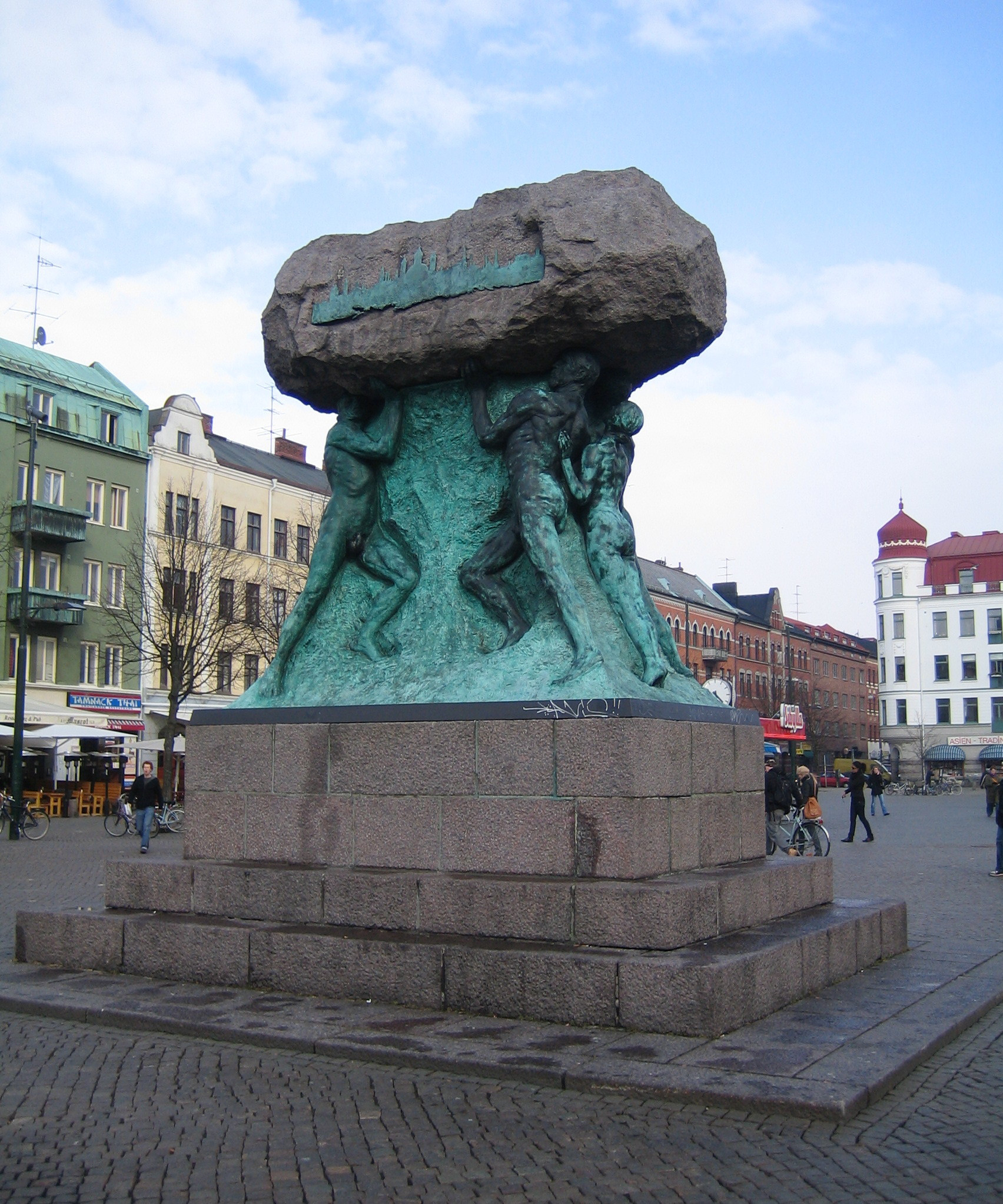
Die Anerkennung für die Arbeit, am Möllevångstorget in Malmö.
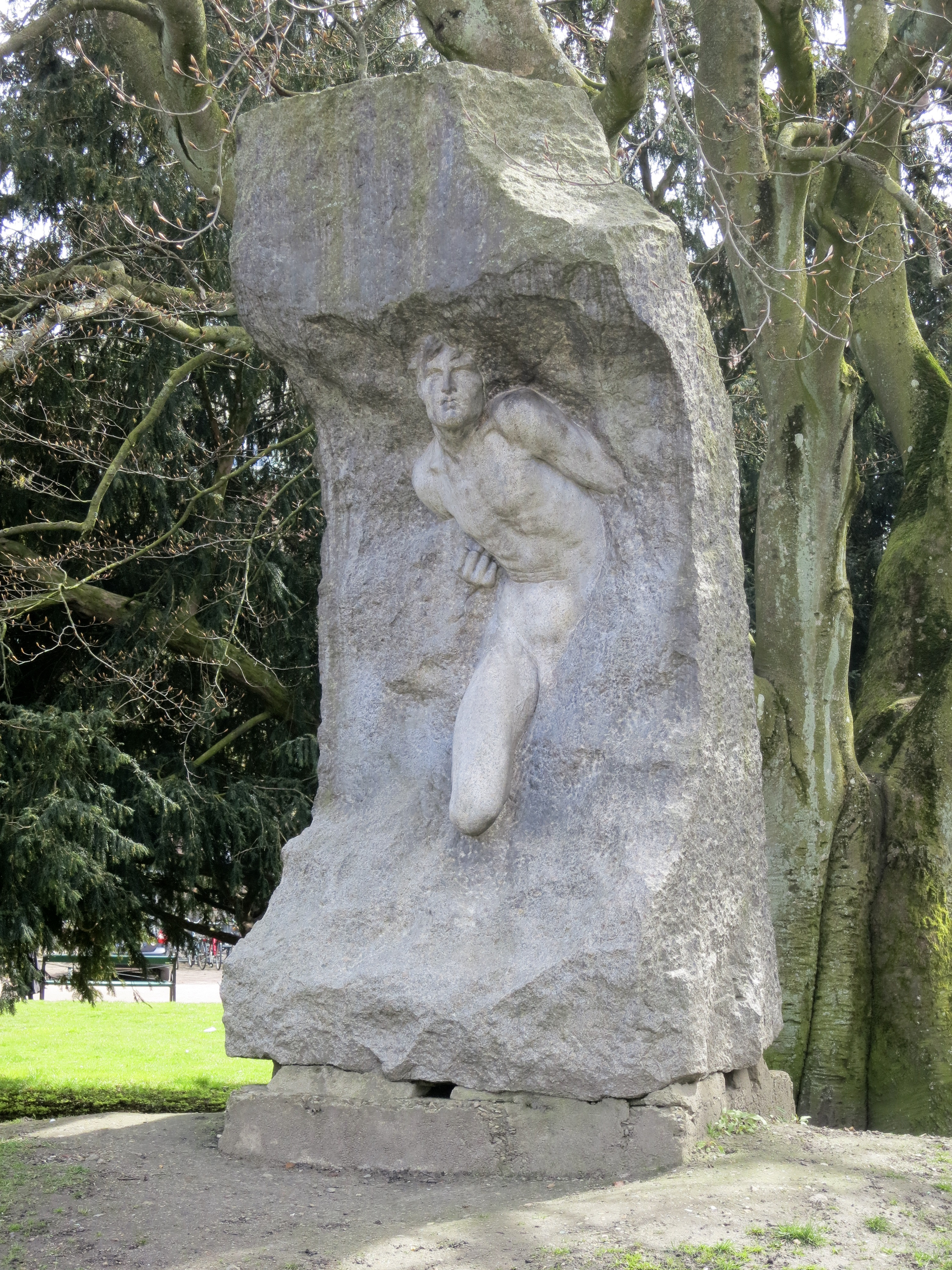
Der Mann aus der Klippe ausbricht, in Lund.
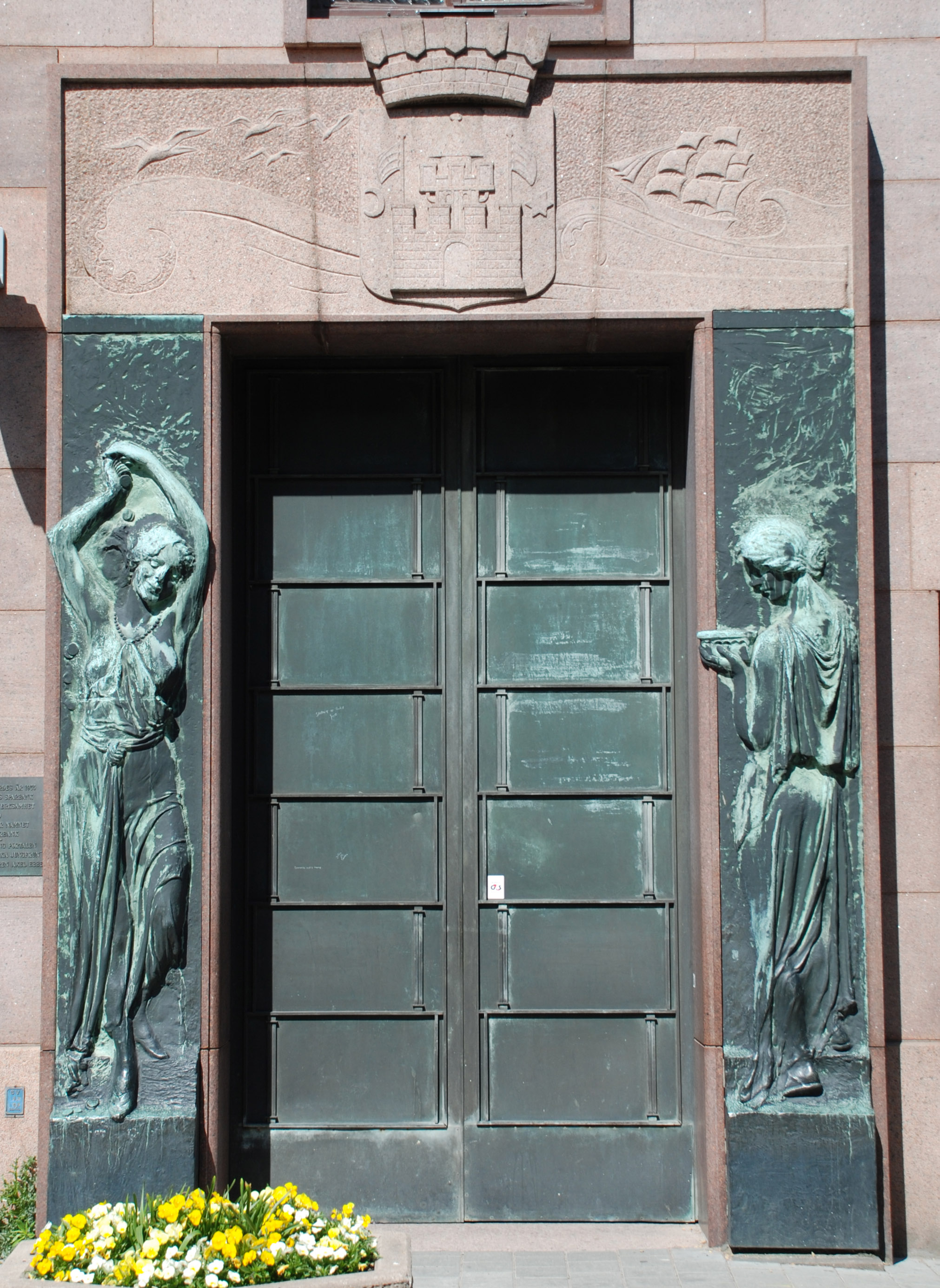
Die weise und unwissende Jungfrau, in Trelleborg
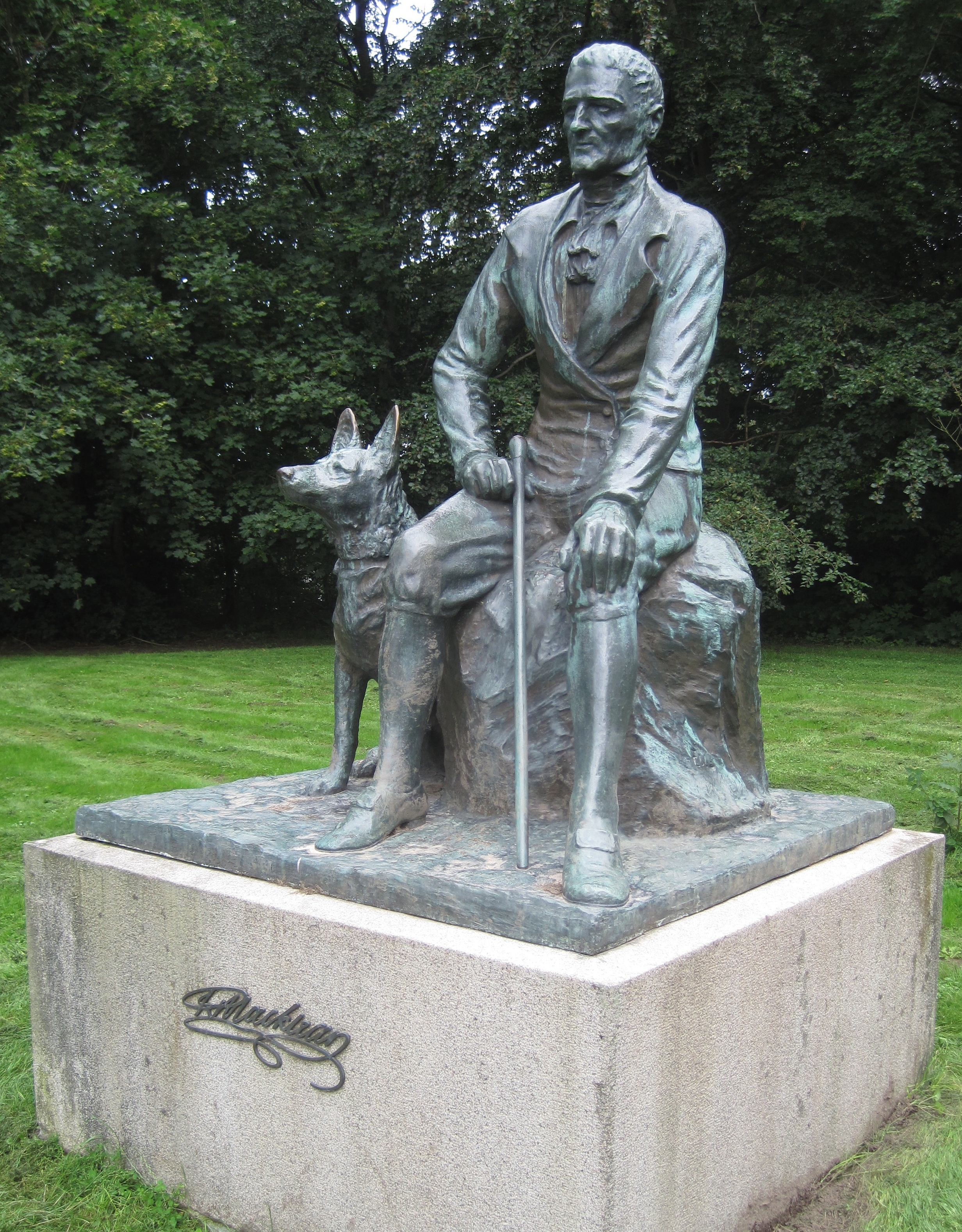
Statue von Rutger Macklean im Schlosspark von Svaneholm.
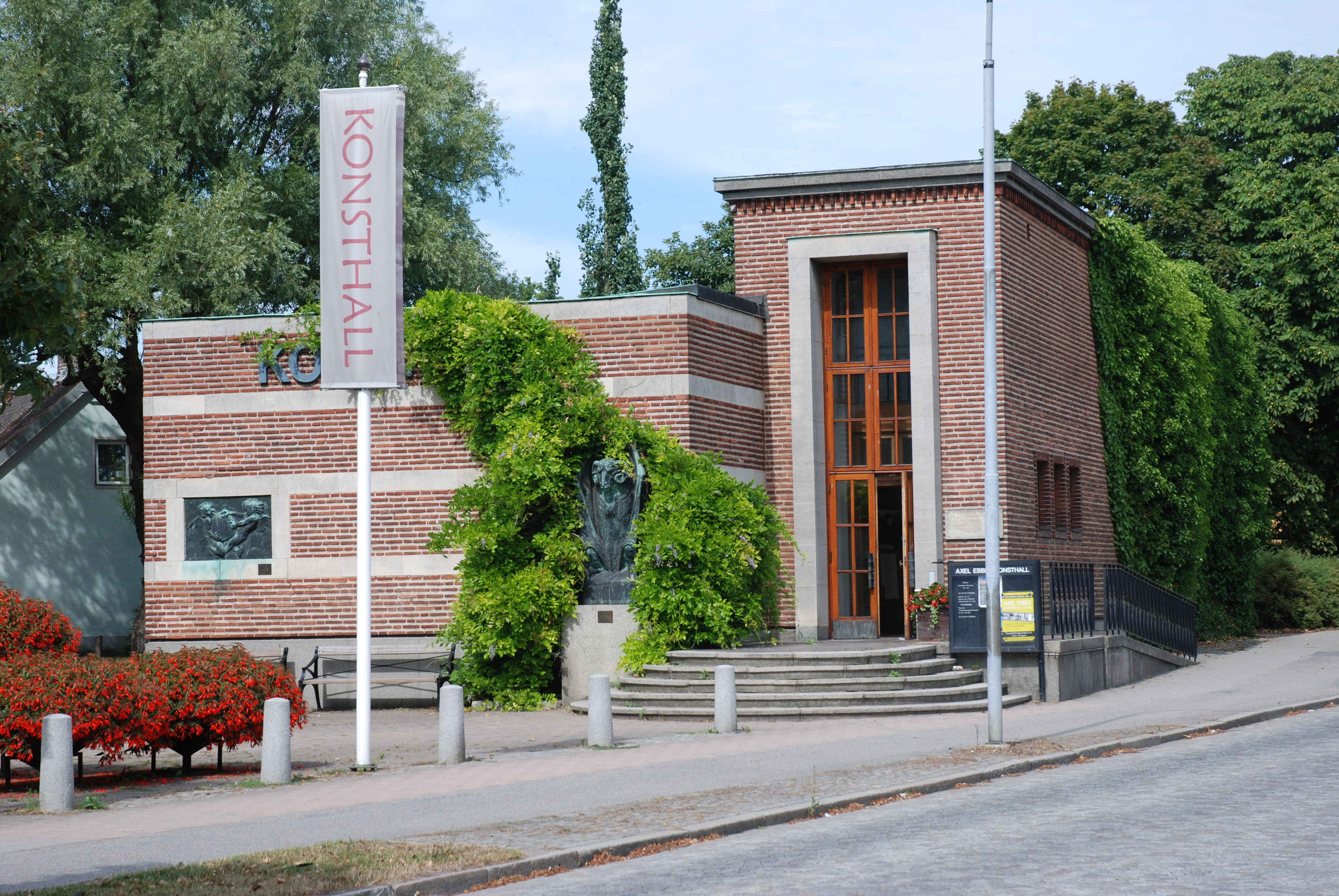
Axel Ebbe Kunsthalle in Trelleborg.
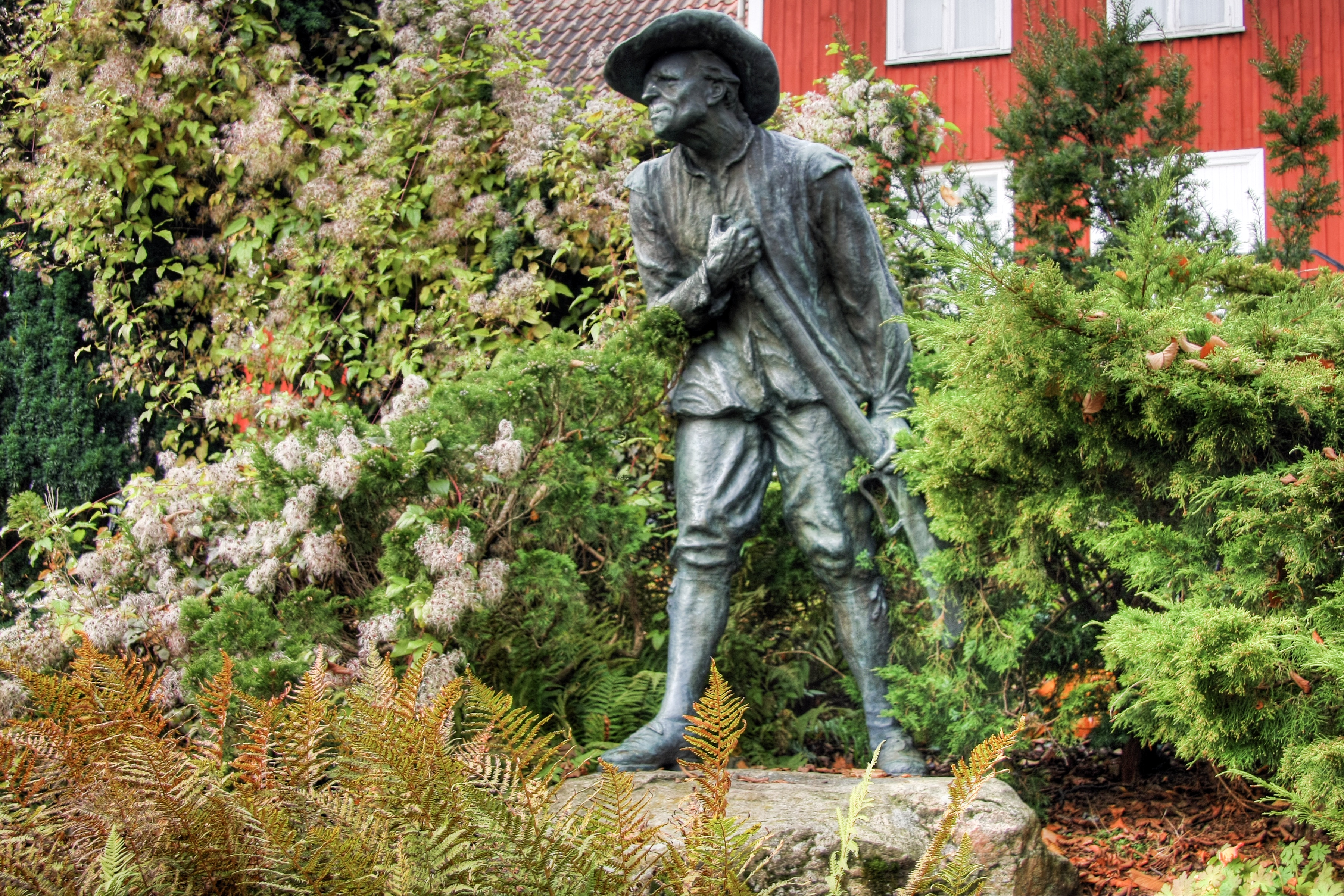
Snapphanen, in Hässleholm.
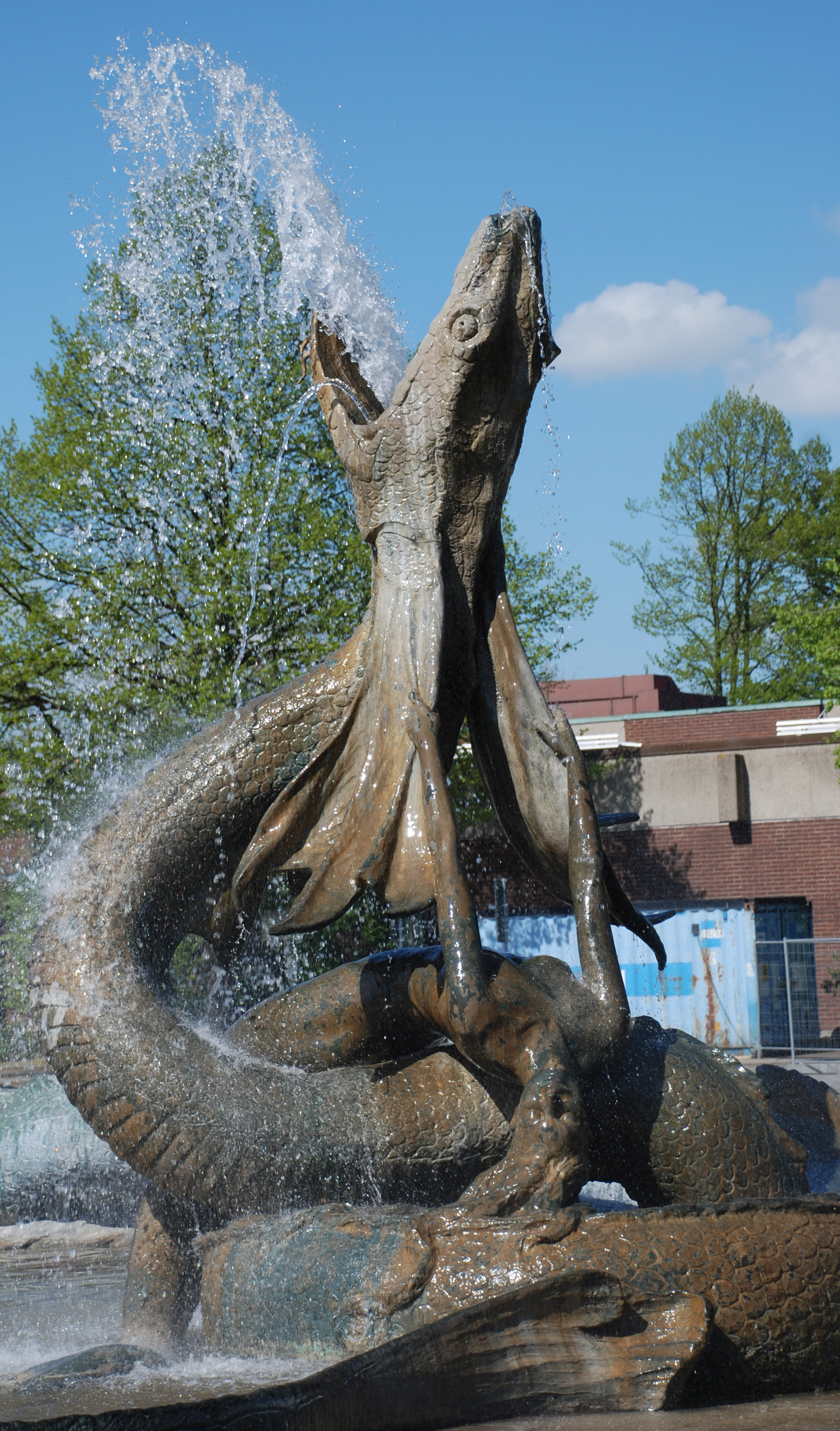
Detail des Seewurms, in Trelleborg.

## Schriften (Auswahl)
- Axel Ebbe: Rijm å rodevelske. Vellinge 1913.
- Axel Ebbe: Biblisk historie. Gleerup, Lund 1949, ISBN 91-971142-5-1.

## Axel-Ebbe-Kunsthalle
Die vom Architekten Carl-Axel Stoltz entworfene Kunsthalle wurde 1935 in Trelleborg eröffnet. Den Bau finanzierte Trelleborg Stads Sparbank und an der Einweihungszeremonie waren unter anderen Kronprinz Gustav Adolf und seine Frau Louise beteiligt. Heute wird die Kunsthalle von der Gemeinde Trelleborg verwaltet.